# باندر سفلی
باندرسفلی، روستایی است از توابع بخش کلاردشت شهرستان چالوس در استان مازندران ایران.

## جمعیت
این روستا در دهستان کوهستان (چالوس) قرار دارد و براساس سرشماری مرکز آمار ایران در سال ۱۳۸۵، جمعیت آن ۱۳۲ نفر (۴۲خانوار) بوده‌است. مردم باندر سفلی از قومیت طبری هستند. مردم باندر سفلی به زبان طبری با گویش چالوسی سخن می‌گویند.